# Anthony Ekezia Ilonu
Anthony Ekezia Ilonu (* 13. November 1937 in Nightcaps; † 17. Juni 2012) war Bischof von Okigwe.

## Leben
Anthony Ekezia Ilonu empfing am 19. Dezember 1964 die Priesterweihe für das Bistum Umuahia.
Papst Johannes Paul II. ernannte ihn am 24. Januar 1981 zum Bischof von Okigwe. Der Apostolische Pro-Nuntius in Nigeria, Carlo Curis, weihte ihn am 29. März desselben Jahres zum Bischof; Mitkonsekratoren waren Francis Arinze, Erzbischof von Onitsha, und Anthony Gogo Nwedo CSSp, Bischof von Umuahia.
Am 22. April 2006 nahm Papst Benedikt XVI. sein gesundheitsbedingtes Rücktrittsgesuch an und bestellte den Bischofskoadjutor derselben Diözese, Solomon Amanchukwu Amatu, zu seinem Nachfolger.
Er engagierte sich gegen die Einführung der Scharia, des islamischen Rechtssystems, flächendeckend im Norden Nigerias. Er engagierte sich im Auftrag der Catholic Bishops conference of Nigeria (CBCN) für die Catholic Youths of Nigeria.